# Paramphitrite tetrabranchia
Paramphitrite tetrabranchia é uma espécie de anelídeo pertencente à família Terebellidae.
A autoridade científica da espécie é Holthe, tendo sido descrita no ano de 1976.
Trata-se de uma espécie presente no território português, incluindo a sua zona económica exclusiva.